# Gonomyia sekiana
Gonomyia sekiana är en tvåvingeart som beskrevs av Alexander 1934. Gonomyia sekiana ingår i släktet Gonomyia och familjen småharkrankar.
Artens utbredningsområde är Taiwan. Inga underarter finns listade i Catalogue of Life.